# Carlo Tresca

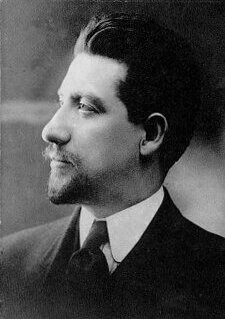
Carlo Tresca

Carlo Tresca va néixer el 9 de març de 1879 a Sulmona (Itàlia). Fou actiu en el sindicat dels ferroviaris italians i editor del diari Il Germe, i va partir cap als Estats Units el 1904 per a escapar d'una pena de presó. Es va establir a Filadèlfia, on va editar el diari Il Proletario, òrgan de la Federació Socialista Italiana. Tresca va començar la seva marxa com a socialista fins que va conèixer les idees anarquistes, les quals va promulgar fins al dia de la seva mort. Es va unir a la Industrial Workers of the World el 1912 i es va dedicar a denunciar la hipocresia i la corrupció, un dels seus blancs preferits era el clergat al que va atacar implacablement. Va dirigir la campanya per exigir la llibertat de Joseph Ettor i Arturo Giovannitti.
Tresca era també un agitador en el treball expert en vagues conduint als treballadors a l'atur total per la reivindicació dels seus drets. Dorothy Gallagher diu en el seu prefaci: "Per als milers d'immigrants italians, Carlo Tresca era un heroi, per al FBI era un agitador, per a un nombre d'intel·lectuals americans i de líders de les organitzacions obreres ell era un consell, per als feixistes americans i italians un adversari seriós, per al partit comunista dels anys 30 un renegat, per als rivals de l'anarquisme un espia i un traïdor, per als seus amics una alegria, per a les dones un home educat i atractiu, per a l'home que el va matar poc més que un contracte". Dit això, es pot apreciar que Carlo Tresca va ser un home molt respectat però també molt odiat. Odiat pels seus adversaris fins al límit de contractar a algú perquè l'assassinés. El 1926 un grup de feixistes intentaren assassinar-lo quan organitzava una campanya defensant Sacco i Vanzetti, i el 1937 fou acusat de la desaparició de la jove comunista Juliet Poyntz. Carlo Tresca va morir assassinat l'11 de gener de 1943 en un carrer de Nova York per un desconegut. Segons alguns, fou assassinat pel mafiós Carmine Galante, qui obrava per ordres de Vito Genovese. Altres n'acusaren al comunista italià Vittorio Vidali.